# Sexygénaires
Sexygénaires és una pel·lícula de comèdia francesa de Robin Sykes estrenada el 2023. S'ha doblat al català.
Es va exhibir al Festival Internacional de Cinema de Comèdia de L'Aup d'Uès el 17 de gener de 2023 i va arribar als cinemes francesos el 14 de juny del mateix any.